# Angelo Gibertoni
Angelo Gibertoni (Governolo, 21 gennaio 1912 – Brescia, 15 dicembre 1999) è stato un calciatore italiano, di ruolo attaccante.

## Carriera
Giocò dal terzo campionato della nuova Serie A con la maglia del Brescia 48 incontri con 10 reti segnate, esordendo nella massima categoria a Milano il 21 febbraio 1932, nella pesante sconfitta per 5-0 subita dalle rondinelle contro l'Ambrosiana Inter. Col Brescia giocò pure in Serie B e in Serie C, disputando in tutto 99 partite e realizzando 25 reti. Con la Cremonese giocò 66 incontri, con 15 reti segnate.

## Palmarès

### Club

#### Competizioni nazionali
- Serie C: 1

Cremonese: 1935-1936